# Power Rangers Dino Grzmot
Power Rangers Dino Grzmot – dwunasty sezon amerykańskiego serialu dla dzieci i młodzieży Power Rangers, oparty na japońskim serialu tokusatsu Bakuryū Sentai Abaranger.
Seria Power Rangers Dino Grzmot liczy łącznie 38 odcinków i jest drugą w historii zawierającą tematykę dinozaurów, po pierwszym sezonie Mighty Morphin Power Rangers.
Premiera produkcji odbyła się 14 lutego 2004 roku w Stanach Zjednoczonych, na antenie stacji ABC Family. Finałowy odcinek został wyemitowany 20 listopada 2004 roku na tym samym kanale. Polska premiera serii miała miejsce 1 października 2005 roku na antenie stacji Jetix. Serial był również emitowany w Polsacie.

## Opis fabuły
Na odległej wyspie, doktor i jego asystent pracują nad sekretnym projektem stworzenia Dino Zordów, istot obdarzonych niezwykłą siłą i intelektem. Kiedy wyspa zaczyna rozpadać się na kawałki w wyniku zażartej walki, asystent odkrywa, iż Dino Zordy powstały do czynienia zła. Ledwo uchodząc z życiem, Tommy Oliver pracuje obecnie jako nauczyciel w liceum. Kiedy spotyka trójkę nastolatków – Connera, Ethana i Kirę – stają się oni nową drużyną superbohaterów, zwanych Power Rangers Dino Grzmot, którzy bronią Ziemi przed nowymi złoczyńcami.

## Obsada
Poniższa lista przedstawia głównych bohaterów serialu Power Rangers Dino Grzmot wraz z nazwiskami odtwórców ról.

### Rangers
| Ranger                | Postać                 | Aktor             |
| --------------------- | ---------------------- | ----------------- |
| Czerwony Dino Ranger  | Conner McKnight        | James Napier      |
| Niebieski Dino Ranger | Ethan James            | Kevin Duhaney     |
| Żółta Dino Rangerka   | Kira Ford              | Emma Lahana       |
| Czarny Dino Ranger    | Tommy Oliver           | Jason David Frank |
| Biały Dino Ranger     | Trent Fernandez-Mercer | Jeffrey Parazzo   |

### Sprzymierzeńcy/Cywile
- Cassidy Cornell (Katrina Devine) – licealistka, dziennikarka szkolnych mediów, próbująca poznać tożsamość Rangersów (udaje jej się tego dokonać dopiero pod koniec serialu).
- Devin Del Valle (Tom Hern) – licealista, pomocnik i kamerzysta Cassidy, zakochany w niej.
- Hayley Ziktor (Ismay Johnston) – właścicielka Cyberspace Cafe.
- Anton Mercer (Latham Gaines) – ojciec adopcyjny Trenta i alter ego Mesogoga.

#### Rangers z poprzednich serii
| Ranger                  | Seria       | Postać           | Aktor              |
| ----------------------- | ----------- | ---------------- | ------------------ |
| Czerwony Ranger Wiatru  | Ninja Storm | Shane Clarke     | Pua Magasiva       |
| Niebieska Rangerka Wody | Ninja Storm | Tori Hanson      | Sally Martin       |
| Żółty Ranger Ziemi      | Ninja Storm | Dustin Brooks    | Glenn McMillan     |
| Purpurowy Ranger Gromu  | Ninja Storm | Hunter Bradley   | Adam Tuominen      |
| Granatowy Ranger Gromu  | Ninja Storm | Blake Bradley    | Jorgito Vargas Jr. |
| Zielony Ranger Samuraja | Ninja Storm | Cameron Watanabe | Jason Chan         |

### Wrogowie
- Mesogog (Lathan Gaines) – główny antagonista serii.
- Elsa/Dyrektor Randall (Miriama Smith) – służąca Mesogoga.
- Zeltrax (głos: James Gaylyn) – główny pomocnik Mesogoga.
- Klon Białego Rangera (głos: Adam Gardiner) – klon Trenta, stworzony przez Zeltraxa.

## Muzyka tytułowa
Power Rangers Dino Thunder, to muzyka tytułowa serii Power Rangers Dino Grzmot, wykorzystana m.in. w czołówce serialu. Dodatkowo utwór pojawiał się wielokrotnie w trakcie odcinków, w wersji z wokalem oraz instrumentalnej.
W polskiej wersji językowej utwór śpiewają Krzysztof Pietrzak, Adam Krylik i Małgorzata Krylik. Twórcą polskiego tekstu piosenki jest Andrzej Gmitrzuk.

## Wersja polska
Opracowanie i udźwiękowienie wersji polskiej: na zlecenie Jetix – Studio Eurocom

Reżyseria:
- Tomasz Grochoczyński (odc. 1–23, 28–38),
- Dorota Prus-Małecka (odc. 24–27)

Dialogi:
- Aleksandra Rojewska (odc. 1–2, 5),
- Olga Krysiak (odc. 3–4),
- Grzegorz Drojewski (odc. 6–8, 10, 17),
- Berenika Wyrobek (odc. 9, 11–15, 22–24, 26–27, 30, 32–33, 36–38),
- Anna Niedźwiecka (odc. 16, 18–21, 25, 28–29, 31, 34–35)

Dźwięk i montaż:
- Jacek Kacperek (odc. 1–23, 28–38),
- Robert Rejmontowicz (odc. 24–27)

Kierownictwo produkcji: Marzena Wiśniewska

Udział wzięli:
- Jacek Kopczyński –
  - Conner (odc. 1–13),
  - Lucas (odc. 4)
- Tomasz Błasiak – Conner (odc. 14–38)
- Jarosław Domin –
  - Ethan,
  - Zach (odc. 4),
  - Leo (odc. 4),
  - Chad (odc. 4),
  - Eric (odc. 4)
- Magdalena Krylik –
  - Kira,
  - Tori (odc. 4)
- Leszek Zduń –
  - Trent,
  - Klon Białego Rangera,
  - Justin (odc. 27),
  - T.J. (odc. 4),
  - Andros (odc. 4),
  - Cam (odc. 4),
  - Biały MMPR Ranger (odc. 27),
  - Zielony MMPR Ranger (odc. 27)
- Robert Tondera –
  - Tommy,
  - Andros (odc. 4),
  - Wes (odc. 4),
  - Hunter (odc. 4)
- Tomasz Marzecki –
  - Anton Mercer,
  - Demagnetron,
  - Angor,
  - Terrorzaur,
  - Tutenhawken,
  - Lothor/Kiya Watanabe
- Andrzej Hausner –
  - Dustin (odc. 31, 32),
  - Jadeitowy Gladiator
- Magda Woźniak –
  - Hayley (odc. 1–8),
  - Kat (odc. 4),
  - Tanya (odc. 4),
  - Cassie (odc. 4)
- Anna Apostolakis –
  - Hayley (odc. 9–38),
  - Fridgia
- Iwona Rulewicz –
  - Cassidy Cornell,
  - Aisha (odc. 4),
  - Ashley (odc. 4),
  - Kelsey (odc. 4),
  - Jen (odc. 4),
  - Alissa (odc. 4),
  - Marah
- Janusz Wituch –
  - Devin,
  - Carlos (odc. 4),
  - Ryan (odc. 4),
  - Dustin (odc. 4)
- Paweł Szczesny –
  - Zeltrax,
  - Zordon (odc. 4),
  - T.J. (odc. 4),
  - Kapitan Mitchell (odc. 4),
  - Sensei Kanoi Watanabe (odc. 4),
  - Derrick,
  - Edward Cormier,
  - Shane (odc. 31, 32),
  - Zurgane
- Ewa Serwa –
  - Elsa/Dyrektor Randall,
  - Kimberly (odc. 4),
  - Astronema (odc. 4),
  - Taylor (odc. 4)
- Wojciech Machnicki –
  - Mesogog,
  - Sensei Kanoi Watanabe (odc. 31, 32),
  - Jason (odc. 4),
  - Alfa 5 (odc. 4),
  - Adam (odc. 4),
  - Carter (odc. 4),
  - Merrick (odc. 4)
- Katarzyna Tatarak –
  - Rita Repulsa (odc. 4),
  - Trakeena (odc. 4),
  - Kylee Styles,
  - Radna Eleanor Sanchez,
  - Krista,
  - Kapri
- Cynthia Kaszyńska –
  - Nikki Valentina,
  - Tori (odc. 31, 32)
- Jerzy Słonka – Dr Norton Morton
- Jerzy Mazur – Blake (odc. 31, 32)
- Dariusz Odija – Hunter (odc. 31, 32)
- Cezary Kwieciński – Cam (odc. 31, 32)
- Krzysztof Zakrzewski – Billy (odc. 4)
- Tomasz Grochoczyński –
  - Shane (odc. 4),
  - Blake (odc. 4)
  - Pollinator
- Grzegorz Drojewski

i inni
Tekst piosenki: Andrzej Gmitrzuk
Śpiewali: Magdalena Krylik, Krzysztof Pietrzak i Adam Krylik

### Premiera serialu w Polsce
- Jetix:
  - 1 października 2005 roku – odcinki 1–8.
  - 17 października 2005 roku – odcinki 9–23.
  - 24 listopada 2005 roku – odcinki 24–38.
- Polsat – 15 stycznia 2006 roku.

## Spis odcinków
| Premiera w USA                             | Nr  | Nr w serii | Polski tytuł                    | Angielski tytuł               |
| ------------------------------------------ | --- | ---------- | ------------------------------- | ----------------------------- |
|                                            |     |            |                                 |                               |
| SEZON DWUNASTY – POWER RANGERS DINO GRZMOT |     |            |                                 |                               |
|                                            |     |            |                                 |                               |
| 14.02.2004                                 | 497 | 01         | Dzień Dino                      | Day of the Dino               |
|                                            |     |            | Dzień Dino                      | Day of the Dino               |
| 14.02.2004                                 | 498 | 02         | Dzień Dino                      | Day of the Dino               |
|                                            |     |            |                                 |                               |
| 21.02.2004                                 | 499 | 03         | Fala pożegnania                 | Wave Goodbye                  |
|                                            |     |            |                                 |                               |
| 28.02.2004                                 | 500 | 04         | Historia Tommy’ego              | Legacy of Power               |
|                                            |     |            |                                 |                               |
| 06.03.2004                                 | 501 | 05         | Powrót w Czerni                 | Back in Black                 |
|                                            |     |            |                                 |                               |
| 13.03.2004                                 | 502 | 06         | Diva w opałach                  | Diva in Distress              |
|                                            |     |            |                                 |                               |
| 20.03.2004                                 | 503 | 07         | Gramy                           | Game On                       |
|                                            |     |            |                                 |                               |
| 27.03.2004                                 | 504 | 08         | Złoty Chłopiec                  | Golden Boy                    |
|                                            |     |            |                                 |                               |
| 03.04.2004                                 | 505 | 09         | Pod powierzchnią                | Benath The Sufrace            |
|                                            |     |            |                                 |                               |
| 10.04.2004                                 | 506 | 10         | Ocean wzywa                     | Ocean Alert                   |
|                                            |     |            |                                 |                               |
| 17.04.2004                                 | 507 | 11         | Biały Grom                      | White Thunder                 |
|                                            |     |            | Biały Grom                      | White Thunder                 |
| 24.04.2004                                 | 508 | 12         | Biały Grom                      | White Thunder                 |
|                                            |     |            | Biały Grom                      | White Thunder                 |
| 01.05.2004                                 | 509 | 13         | Biały Grom                      | White Thunder                 |
|                                            |     |            |                                 |                               |
| 08.05.2004                                 | 510 | 14         | Prawda i Konsekwencje           | Truth And Consequences        |
|                                            |     |            |                                 |                               |
| 15.05.2004                                 | 511 | 15         | Drugie Ja                       | Leader of the Whack           |
|                                            |     |            |                                 |                               |
| 22.05.2004                                 | 512 | 16         | Dzielenie skóry na niedźwiedziu | Burning At Both Ends          |
|                                            |     |            |                                 |                               |
| 22.05.2004                                 | 513 | 17         | Zaginiona Kość                  | The Missing Bone              |
|                                            |     |            |                                 |                               |
| 12.06.2004                                 | 514 | 18         | Mięśniak kontra Ethan           | Bully For Ethan               |
|                                            |     |            |                                 |                               |
| 13.06.2004                                 | 515 | 19         | Kulturowe różnice               | Lost and Found in Translation |
|                                            |     |            |                                 |                               |
| 19.06.2004                                 | 516 | 20         | Szalona Mackrela                | It’s A Mad Mad Mackerel       |
|                                            |     |            |                                 |                               |
| 10.07.2004                                 | 517 | 21         | Skopiuj to                      | Copy That                     |
|                                            |     |            |                                 |                               |
| 17.07.2004                                 | 518 | 22         | Triumf Triasu                   | Triassic Triumph              |
|                                            |     |            |                                 |                               |
| 24.07.2004                                 | 519 | 23         | Rozdarta Gwiazda                | A Star Is Torn                |
|                                            |     |            |                                 |                               |
| 31.07.2004                                 | 520 | 24         | Wielki debiut                   | A Ranger Exclusive            |
|                                            |     |            |                                 |                               |
| 07.08.2004                                 | 521 | 25         | Klątwa Tutenhawkena             | Tutenhawken’s Curse           |
|                                            |     |            |                                 |                               |
| 21.08.2004                                 | 522 | 26         | Niewidzialny                    | Disappearing Act              |
|                                            |     |            |                                 |                               |
| 28.08.2004                                 | 523 | 27         | Duch Walki                      | Fighting Spirit               |
|                                            |     |            |                                 |                               |
| 05.09.2004                                 | 524 | 28         | Pasja Connera                   | The Passion Of Conner         |
|                                            |     |            |                                 |                               |
| 18.09.2004                                 | 525 | 29         | Tańczymy Lava-da                | Isn’t It Lava-ly              |
|                                            |     |            |                                 |                               |
| 25.09.2004                                 | 526 | 30         | Dziwne relacje                  | Strange Relations             |
|                                            |     |            |                                 |                               |
| 02.10.2004                                 | 527 | 31         | Thunder Storm                   | Thunder Storm                 |
|                                            |     |            | Thunder Storm                   | Thunder Storm                 |
| 09.10.2004                                 | 528 | 32         | Thunder Storm                   | Thunder Storm                 |
|                                            |     |            |                                 |                               |
| 16.10.2004                                 | 529 | 33         | W Twoich snach                  | In Your Dreams                |
|                                            |     |            |                                 |                               |
| 23.10.2004                                 | 530 | 34         | Niebezpieczne rysunki           | Drawn Into Danger             |
|                                            |     |            |                                 |                               |
| 30.10.2004                                 | 531 | 35         | Domek z kart                    | House Of Cards                |
|                                            |     |            |                                 |                               |
| 06.11.2004                                 | 532 | 36         | Sprawdzian zaufania             | A Test Of Trust               |
|                                            |     |            |                                 |                               |
| 13.11.2004                                 | 533 | 37         | Rażeni Gromem                   | Thunder Struck                |
|                                            |     |            | Rażeni Gromem                   | Thunder Struck                |
| 20.11.2004                                 | 534 | 38         | Rażeni Gromem                   | Thunder Struck                |
|                                            |     |            |                                 |                               |